# Eremotettix acutus
Eremotettix acutus är en insektsart som beskrevs av Vitaly Michailovitsh Dirsh 1956. Eremotettix acutus ingår i släktet Eremotettix och familjen Pamphagidae. Inga underarter finns listade i Catalogue of Life.